# Тихвинский музей
Тихвинский историко-мемориальный и архитектурно-художественный музей расположен в городе Тихвин Ленинградской области, на территории Тихвинского Богородичного Успенского мужского монастыря.
По инициативе тихвинского краеведа И. П. Мордвинова 21 мая 1913 года было открыто Тихвинское отделение Новгородского общества любителей древности (ТО НОЛД). Целью создания общества были «исследование древностей края» и широкая общественно-просветительная работа. Первым крупным мероприятием общества стало открытие выставки, посвящённой празднованию 300-летия победы тихвинцев в восстании над шведскими интервентами 14-15 сентября 1613 года.
Развитие музея стало одним из основных направлений деятельности Тихвинского общества любителей древности. Собрание музея пополнялось дарами местных жителей — крестьян и мещан, представители дворянства передавали в дар предметы искусства, исторические документы. В 1915 году общество осуществило в Тихвинском уезде ряд геологических, археологических и этнографических исследований. Материалы, полученные в результате экспедиций, пополнили фонды музея.
В 1917 году музей был национализирован. Его собрание пополнили национализированные частные — дворянские и купеческие — коллекции, архивы и материальные ценности монастырей уезда.
С 1919 года музей расположился на территории Тихвинского Богородицкого монастыря в здании Казённых келий. Директором музея стал В. И. Равдоникас.
В 1920-е годы собрание Тихвинского музея насчитывало более 23 тыс. экспонатов, среди которых выделялись коллекции древних икон и рукописных книг, артефактов эпохи войны с интервентами и др.
В начале 1930-х годов музей был перемещён в особняки Лохвицких на ул. Мопра, а затем в дом № 6 на площади Свободы.
В 1941 году при приближении немецких войск к Тихвину работа музея была прекращена, его коллекции упакованы, но не эвакуированы. 8 ноября фашистские войска заняли Тихвин и вывезли некоторые особо ценные экспонаты музея (судьба их неизвестна). В ходе боевых действий за Тихвин в здание музея попал снаряд, в результате разрушений и пожара часть коллекций погибла. Оставшиеся экспонаты, по словам старожилов, были забраны местными жителями.
В 1942 году было принято решение восстановить исторический музей в доме композитора Н. А. Римского-Корсакова. Однако музей, открывшийся в 1944 году, стал мемориальным, истории Тихвина была посвящена лишь комната в мезонине, но впоследствии эта часть экспозиции была свёрнута.
Возрождение Тихвинского исторического музея произошло в 1959 году усилиями группы учителей школы № 1. На протяжении почти 10 лет учащиеся школы под руководством преподавателей — О. А. Земель и И. П. Крупейченко работали над созданием музея. Экспонаты предоставлялись многими жителями Тихвина, музей был открыт для общественного посещения. К середине 1960-х годов коллекции музея насчитывали тысячи экспонатов, экспозиция состояла из 27 разделов и уже не помещалась в классах школы.
В декабре 1966 года в связи с празднованием 25-летия освобождения города
от немецко-фашистских захватчиков коллекции школьного музея были переданы в дар городу.
С 1968 года музей расположился на территории ансамбля Богородицкого монастыря. В 1970-е годы на баланс музея было передано большинство зданий монастыря — памятника архитектуры республиканского значения. В 1970—1980-е годы при посредничестве Тихвинского музея на всех зданиях монастырского ансамбля проводились масштабные реставрационные работы. Учитывая роль музея в сохранении архитектурного памятника, музею было присвоено имя — Тихвинский историко-мемориальный и архитектурно-художественный музей (ТИМАХМ).
В 1995 году была возрождена монашеская община, монастырский комплекс использовался совместно братией и музеем, начался процесс передачи зданий монастыря от государства — в собственность церкви.
В настоящее время Тихвинский музей занимает на территории монастыря здания Архимандричьих келий, Казённых келий, Житенный корпус. Фонды Тихвинского музея насчитывают около 36 тыс.экспонатов. Выставки музея:
- «Дом Пречистые Богородицы на Тихвине» (история Тихвинской чудотворной иконы и Тихвинского Богородицкого монастыря)
- Археологическая экспозиция
- Этнографическая экспозиция (жизнь и быть русских и вепсских крестьян)
- «К 100-летию начала Первой мировой войны»
- Городской быт Тихвина конца XIX — начала XX вв.
- В выставочном зале сменяются временные выставки